# Баргали
Барга̀ли (на италиански: Bargagli; на лигурски: Bargagi, Баргаджи) е малко градче и община в Северна Италия, провинция Генуа, регион Лигурия. Разположено е на 341 m надморска височина. Населението на общината е 2805 души (към 2011 г.).